# زكية زكريا في البرلمان (فلم)
زكية زكريا في البرلمان هو فيلم كوميدي-مغامرات مصري صدر عام 2001، من إخراج رائد لبيب وتأليف شامخ الشندويلي. الفيلم من بطولة إبراهيم نصر وعايدة رياض ويوسف داود وعادل الفار ومحمد أبو داود وغسان مطر وداليا حسين. الفيلم من توزيع وإنتاج اتحاد الفنانين للسينما والفيديو.

## ملخص القصة
فيلم كوميدي، تدور أحداثه حول برهومة الشاب المكافح جدا خاطب من عزة منذ أكثر من 20 عاما، ولايستطيع إتمام زواجه، فيقترح عليه صديقه مللي أن يتنكر بزي الشحاتة زكية زكريا وذلك لكسب الرزق السريع.تتدخل الصدفة ويتعرف برهومة على مرشح لمجلس النواب أبو النجا بشلة، ولوجود شبه بين الشحاتة زكية زكريا وحبيبته السابقة يدخلها إلى بيته، ويعمل أبو النجا على ترشيح زكية لمجلس النواب لتفتيت الأصوات، وتكسب عضوية مجلس الشعب، وتدخل إلى البرلمان، الأمر الذي يخلق العديد من المواقف الطريفة.

## طاقم العمل
- إبراهيم نصر (زكية زكريا - برهوم)
- عايدة رياض (عزة)
- يوسف داوود (أبو النجا بشله)
- محمد أبو داوود (وائل ضابط الشرطة)
- جليلة محمود (نجاة طليقة أبو النجا)
- داليا حسين (جينا)
- غسان مطر (أبو تامر)
- عادل الفار (مللي)
- عثمان عبد المنعم (خال عزة)
- يوسف العسال (صفيح)
- ناجي سعد (صاحب أبو النجا)
- حسني عبدالجليل (معلم الشحاتين)
- أحمد سامي عبد الله (محامي)
- حمدي يوسف (ضيف شرف)
- محمد عبد الشافي
- عبد الله حفني
- حمدي شرف الدين
- العربي عبدالفضيل
- اكرم وزيري
- جمال ياسين
- أحمد حواش
- جميل صفوت
- جيهان سالم
- جورج ادوار

## روابط خارجية
- مقالات تستعمل روابط فنية بلا صلة مع ويكي بيانات